# Roelof Vermeulen

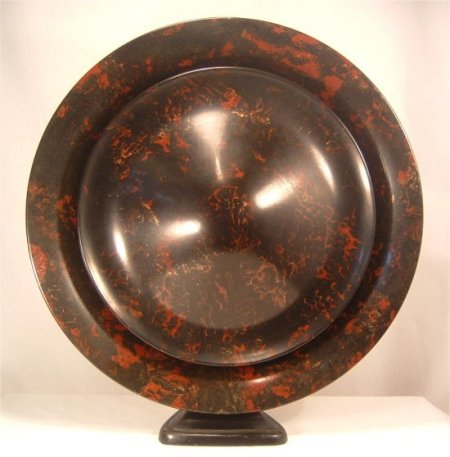
De Meesterzanger ontworpen door Roelof Vermeulen

Roelof Vermeulen (21 juli 1897, Den Bosch - 22 november 1970), Eindhoven was een Nederlands ingenieur. Hij was een pionierende elektrotechnicus in dienst van het Natuurkundig Laboratorium (NatLab) van Philips op de afdeling akoestiek.
Vermeulen is bekend vanwege zijn onderzoek naar elektroakoestiek en ontwikkelde in 1926 de beroemde pancake luidspreker, gebaseerd op het voor die tijd revolutionaire moving coil principe, die onder de naam Meesterzanger over de gehele wereld bekend zou worden. Daarna zou hij zich gedurende de jaren dertig gaan bezighouden met onderzoek naar geluidsopname en de reproductie van geluid bij film. In de jaren veertig richtte hij zich op de ontwikkeling van stereofonie en veeltallige luidsprekersystemen om de akoestiek van concertzalen te verbeteren.

In het begin van de jaren vijftig raakte hij, mede geïnspireerd door Walter Maas, gefascineerd door de mogelijkheden van elektronisch voortgebrachte muziek. Dit leidde tot de opdracht aan zijn medewerkers Dick Raaijmakers en later Tom Dissevelt om gericht elektronische muziek te componeren en op te nemen. Deze informatie staat vermeld in het cd boekje vermeld onder Externe links
Vermeulen werkte 35 jaar bij Philips en ging in 1959 met pensioen. Hij overleed 11 jaar later op 73-jarige leeftijd.
Naast zijn werk bij Philips was Vermeulen violist en van 1946 tot 1951 was hij voorzitter van het bestuur van de Eindhovense muziekschool.
Voor zijn bijdragen aan muzikale opvoeding werd hij benoemd tot Ridder in de Orde van Oranje-Nassau.

## Roelof Vermeulens definitie van elektronische muziek
| NAT.LAB 20/12/1956 TH CONCEPT - DEFINITIE ------------------- "Electrophonische Muziek" omvat alle muziek waarvan het in de bedoeling van de componist of arrangeur ligt dat deze ten gehore wordt gebracht door het weergeven van een geluidregistratie (bv. op magnetische band of draad, geluidfilm, grammofoonplaat, enz.) bij de vervaardiging waarvan elektro-akoestische middelen zijn gebruikt voor andere doeleinden dan een zo getrouw mogelijke reproductie. Hieronder valt, onder anderen, het gebruik van: alle werkwijzen en methoden die toegepast worden bij het realiseren van "musique concrète", "Elektronische Musik", "radiophonische muziek", "Electronic Music Synthesizer", enz., combinaties daarvan en ook combinatie met getrouw opgenomen muziekinstrumenten en zangstemmen. Niet hieronder valt het uitsluitende gebruik van "elektrische guitaar", "Hammond"- of ander elektronisch orgel, "Trautonium" of ander direct bespeelde en in zichzelf complete muziekinstrumenten, ook al maken deze van elektro-akoestische middelen gebruik, noch een speciaal daarvoor vervaardigde compositie. Het gebruik van deze instrumenten in combinatie met andere niet getrouw reproducerende elektro-acoustische middelen, wordt niet uitgesloten. ir. R. Vermeulen |